# Walle Sayer
Walle Sayer (* 13. September 1960 in Bierlingen) ist ein deutscher Schriftsteller.

## Leben und Werk
Nach Bankkaufmannslehre und Zivildienst debütierte Walle Sayer 1984 mit dem Gedichtband Die übriggebliebenen Farben und lebt seit 1992 als freier Schriftsteller. Sayer verfasst Lyrik und Kurzprosa, die in zahlreichen Anthologien und Literaturzeitschriften veröffentlicht wurden. Er ist Mitglied im Verband deutscher Schriftsteller und des PEN-Zentrums Deutschland, hat zudem zahlreiche Auszeichnungen im Gebiet der Lyrik verliehen bekommen.
Walle Sayer lebt in Horb am Neckar.

## Einzeltitel (Auswahl)
- Das Zusammenfalten der Zeit. Edition Klöpfer im Alfred Kröner Verlag, Stuttgart 2022, ISBN 978-3-520-75503-2
- Nichts, nur. Gedichte und Miniaturen. Edition Klöpfer im Alfred Kröner Verlag, Stuttgart 2021, ISBN 978-3-520-75101-0.
- Mitbringsel, Gedichte (2019)
- Den Tag zu den Tagen, Gedichte (2006)
- Von der Beschaffenheit des Staunens. Miniaturen, Notate und ein Panoptikum (2002)
- Kohlrabenweißes. Menschenbilder, Ortsbestimmungen, Prosazyklen (1995; 2001)
- Irrläufer, Gedichte (2000)
- Ausgangspunkt, Gedichte (1998)
- Fundus. Notizbuchseiten (1997)
- Zeitverwehung, Gedichte (1994)
- Die übriggebliebenen Farben, Gedichte (1984)

## Anthologien und Literaturzeitschriften (Auswahl)
- Karl Otto Conrady (Hrsg.): Der Große Conrady. Das Buch deutscher Gedichte. Von den Anfängen bis zur Gegenwart, Artemis & Winkler, Düsseldorf 2008.
- Axel Kutsch (Hrsg.): Versnetze. Das große Buch der neuen deutschen Lyrik, Verlag Ralf Liebe, Weilerswist 2008.
- Helmut Zwanger (Hrsg.): GOTT im Gedicht, Klöpfer & Meyer, Tübingen 2007.
- Shafiq Naz (Hrsg.): Der deutsche Lyrikkalender 2008. Jeder Tag ein Gedicht, alhambra publishing, B-Bertem 2007.
- Christoph Buchwald und Silke Scheuermann (Hrsg.): Jahrbuch der Lyrik 2007 (2006).
- Theo Breuer (Hrsg.): NordWestSüdOst. Gedichte von Zeitgenossen, Edition YE, Sistig/Eifel 2003.
- Beiträge für Akzente, Allmende, Faltblatt u. v. a.

## Auszeichnungen (Auswahl)
- Vera-Piller-Poesiepreis (1989)
- Thaddäus-Troll-Preis (1994)
- Berthold-Auerbach-Literaturpreis (1996)
- Förderpreis zum Friedrich-Hölderlin-Preis der Stadt Bad Homburg (1997)
- Hermann-Lenz-Stipendium (1999)
- Sonderpreis Irseer Pegasus (2006)
- Förderpreis Ludwig-Uhland-Preis (2009)
- Basler Lyrikpreis (2017)[1]
- Gerlinger Lyrikpreis (2018)[2]